# Chinesische Squashnationalmannschaft
Die chinesische Squashnationalmannschaft ist die Gesamtheit der Kader des chinesischen Squashverbandes China Squash Association. In ihm finden sich chinesische Sportler wieder, die ihr Land sowohl in Einzel- als auch in Teamwettbewerben national und international im Squashsport repräsentieren.

## Historie

### Herren
An einer Weltmeisterschaft nahm die Mannschaft der Herren bislang nicht teil. Bei Asienmeisterschaften platzierte sich die Mannschaft stets außerhalb der Top Vier.

### Damen
Die Damenmannschaft gab 2008 ihr Debüt bei der Weltmeisterschaft und erreichte dabei den 19. und damit letzten Platz. 2012 gelangen bei der zweiten WM-Teilnahme die ersten Siege, weitere folgten 2014, als China mit Rang 18 die bis dato beste Gesamtplatzierung erreichte.